# Jovita Fuentes
Jovita Flores Fuentes (15 de febrer de 1895 - 7 d'agost de 1978) va ser una cantant soprano filipina. Era coneguda per ser la primera filipina a rebre el reconeixement com a Artista Nacional de Música el 1976 i una de les poques filipines a rebre reconeixement internacional a l'escena operística europea.

## Biografia

### Joventut i educació
Va néixer a Capiz (ara Roxas City) d'una parella benestant anomenada Canuto i Dolores Fuentes. Des de ben jove, va mostrar interès per la música, aprenent les cançons contemporànies de l'època. Això ja era evident quan només tenia cinc anys, ja que era capaç de cantar habaneras i danzas. Va continuar la seva educació al Colegio de Santa Isabel i, durant les vacances dels seus estudis, solia interpretar sarswelas i operetes per als seus veïns i amics. A més, va aprendre a tocar el piano amb l'ensenyament d'un organista del seu poble després de traslladar-se a Manila.
Després dels seus estudis al Colegio de Santa Isabel, Fuentes va tenir una formació formal de veu amb Salvina Fornani, una cantant italiana que llavors residia a Manila. El 1917, va estudiar al Conservatori de Música de la Universitat de les Filipines. Per tal de perfeccionar encara més les seves habilitats va continuar els estudis a l'estranger, anant a Itàlia.

### Èxit internacional

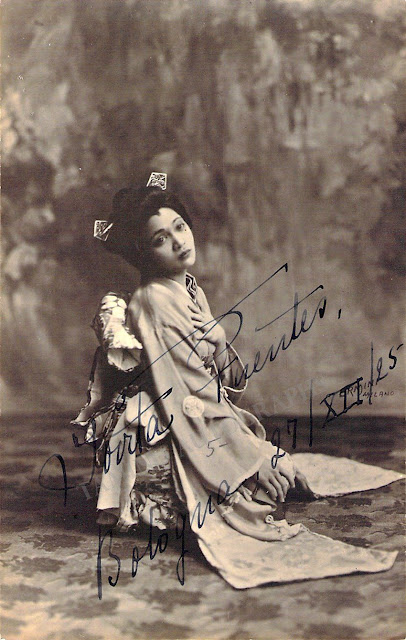
Fuentes a Bolonya, Itàlia, signat el 27 de desembre de 1925

L'any 1925, Fuentes va debutar com a Cio-Cio-San a Madame Butterfly de Puccini, al Teatro Municipale de Piacenza, un altre dels seus papers destacats van ser de Mimi a La bohème, Iris de Pietro Mascagni i Salomé de Richard Strauss.
De 1925 a 1927, va viatjar a Europa, incloent-hi Alemanya, els Països Baixos, França i Bèlgica, establint-se una reputació entre els espectadors d'Europa. També va viatjar als Estats Units on es va convertir en la primera filipina que va actuar al subcontinent americà. El 1928, Fuentes havia gravat "Ay! Kalisud" per a Odeon Records a Alemanya.
Més tard, en tornar, es va convertir en professora.

### Darrers anys
Després de la Segona Guerra Mundial, es va retirar de l'actuació però va continuar ensenyant música a la Universitat de les Filipines i al Holy Ghost College, Santa Isabel. Va fer el seu darrer recital l'any 1945 apareixent a la pel·lícula "Primdona " i va abandonar completament l'escenari el 1955.
A causa de les seves connexions polítiques, va poder pressionar els legisladors perquè aprovessin una llei que va portar a la creació de fundacions de promoció de la música. Com a defensora de la música, va fundar nombroses associacions musicals. Aquests inclouen l'"Asociación Musical de Filipinas" i el "Gremi d'Artistes de Filipines". Sota el president filipí Diosdado Macapagal, la seva crida per a l'establiment de la Fundació per a la producció musical va aconseguir un fons per mantenir una orquestra simfònica filipina.
A causa dels seus mèrits i contribucions en el seu camp, va ser batejada com la primera dama de la música filipina i el 1976 va guanyar el títol de convertir-se en la primera dona artista nacional de la música.

## Mort i llegat

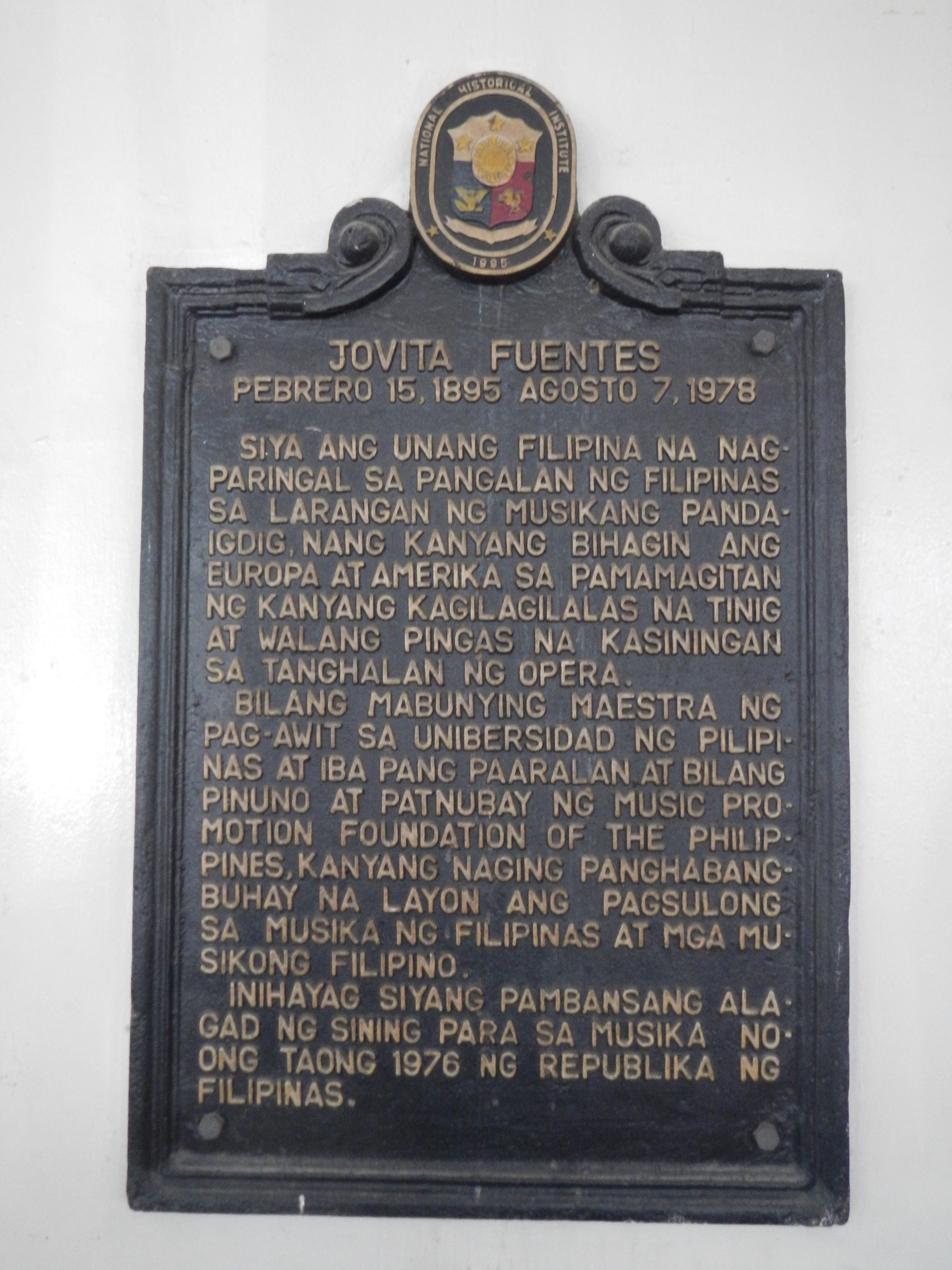
Jovita Fuentes marcador històric a la Universitat de les Filipines College of Music

El 7 d'agost de 1978, dos anys després de rebre el reconeixement, va morir als 83 anys. Segons la Comissió Nacional per a la Cultura i les Arts, la seva actuació va ser elogiada com la interpretació "més sublim" per part seva. La seva història de vida va ser documentada en un llibre de Lilia H. Chung titulat "Jovita Fuentes: A Lifetime of Music (1978)", que més tard va ser traduït al filipí per Virgilio S. Almario.

## Premis i reconeixements
- Medalla presidencial al mèrit (1958)
- Premi Nacional d'Artista (1976)